# Legen med Døden
Legen med Døden er en amerikansk stumfilm fra 1922 af Grover Jones.

## Medvirkende
- Richard Talmadge
- Zella Gray som Mildred Arlington
- Elmer Dewey som José Borquez
- Percy Challenger som James Arlington